# Бронзовка троянская
Бронзовка троянская (Protaetia trojana), — жук из семейства пластинчатоусых (Scarabaeidae).

## Описание
Длина 20—28 мм. Верхняя сторона тела зелёная, с более или менее сильным пурпурным отливом. Нижняя сторона тела и ноги зеленые или бронзово-зелёные. По бокам переднеспинка с широкой белой каймой и с 4—6 большими округлыми пятнами белого цвета. Надкрылья по заднему краю и бокам покрыты очень густыми белыми пятнами, часто сливающимися в почти сплошную белую широкую кайму с изрезанными внутренними краями. На спинке имеются немногочисленные белые пятна. Пигидий с двумя крупными, так или иначе сливающимися белыми пятнами, весьма часто занимающими почти всю его поверхность. Бока заднегруди и задние тазики снизу также с белыми пятнами. Брюшко по бокам с 2 рядами белых пятен.

## Ареал
Вид распространён в Греции, по всей Турции, Сирии, на севере Ирака (Тиволе близ Мосула, Пишдар-Везне) и западе Ирана. Населяет также центральные и южные районы Грузии (Коджори близ Тбилиси, Ацхур к северу от Ахалцихе), Армению (у озера Севан Дарачичаг, Арагац, Ереван, Арзакан, долина реки Арпа), Азербайджан (Нахичеванская Автономная Республика, район Талыша).

## Биология
Жуки встречаются с мая по август. Обитает почти исключительно в гористых местностях, приурочен к зоне степей и фриганы, обычно на высоте 1500—2500 метров над уровнем моря. Жуки встречаются на цветах чертополоха и других сложноцветных. Встречаются единичные особи. Личинка развивается в почве, где питается растительным детритом и мертвыми растительными остатками.